# Dance alternativo
El dance alternativo (también conocido como indie dance o underground dance en Estados Unidos) es un género musical que fusiona elementos del rock alternativo e indie con los de la música de baile electrónica. Emergió en Reino Unido a mediados de los años 80 y ganó gran notoriedad durante esa década y la siguiente en Estados Unidos y el resto del mundo.

## Características
AllMusic indica que el alternative dance mezcla «la estructura melódica de las canciones de rock alternativo e indie con los ritmos electrónicos, los sintetizadores o samples, y la orientación discotequera de la música de baile post-disco». The Sacramento Bee describió su sonido como una fusión del new wave, «eurosynth» y technopop posmoderno.
Este género esta fuertemente arraigado a la cultura EDM por lo cual recibe influencias de varios géneros de este tipo. Los artistas que desempeñan este estilo están muy identificados con sus propios estilos por su textura y fusión de elementos musicales específicos.

## Orígenes y desarrollos recientes
La mayoría de los artistas de alternative dance en sus inicios eran del Reino Unido, pues fusionaron la prominencia de la escena club y rave con la música y cultura underground o alternativa, por lo cual tuvo un importante impacto en esta región. Se le atribuye ampliamente a la banda mancuniana New Order de ser la iniciadora del género. 
Hacia el siglo XXI, con las nuevas tecnologías y softwares de música, se pudo perfeccionar el estilo electrónico lo que dio como derivado una gran cantidad de subgéneros. Hacia los inicios de los 2000, surgió el movimiento indietrónica o indie electronic el cual es un subgénero del alternative dance pero más orientado al indie con grandes influencias del synth pop.